# Олівер Твіст молодший
Олівер Твіст молодший (англ. Oliver Twist, Jr.) — американська драма режисера Мілларда Вебба 1921 року.

## У ролях
- Гарольд Гудвін — Олівер Твіст молодший
- Лілліен Холл — Рут Норріс
- Джордж Ніколс — шкільний учитель
- Гарольд Есболдт — Дік
- Скотт МакКі — Хитрий Хитрун
- Кларенс Вілсон — Фейгін
- Дж. Реймонд Най — Білл Сайкс
- Хейуорд Мак — монах
- Перл Лоу — місіс Морріс
- Джордж Клер — Джеймс Гаррісон
- Фред Кірбі — Джадсон
- Ірен Хант — Ненсі